# 假冷水花
假冷水花（学名：Pilea pseudonotata）为荨麻科冷水花属的植物。分布于越南以及中国大陆的贵州、西藏、云南等地，生长于海拔700米至2,500米的地区，多生长在山谷密林下阴湿处，目前尚未由人工引种栽培。